# Albert Depreitere
Albert Depreitere (* 12. Oktober 1915 in Rumbeke; † 30. Juni 2008 in Staden (Belgien)) war ein belgischer Radrennfahrer.

## Sportliche Laufbahn
Depreitere war im Straßenradsport aktiv. Sein bedeutendster sportlicher Erfolg war der Sieg im Rennen Gent–Wevelgem 1935 vor Jérôme Dufromont. Das Rennen wurde damals für Amateure ausgetragen.
Er war 1934 und 1935 aktiv und trat 1935 im Alter von 20 Jahren vom Radsport zurück.